# The Father (película de 2015)
The Father es una película dramática en lengua árabe siria de 2015 dirigida por Basil Al-Khatib. El escritor de la película también es Basil Al-Khatib. El colorista de la película es Osama Said. La película ganó múltiples premios en festivales de cine. Ganó el premio a la mejor película árabe en el Festival Internacional de Cine de Delhi.

## Reparto
- Amer Al-Ali
- Ali Al-Ibrahim
- Ramez Atallah
- Yahya Beyazi
- Khoulod Essa
- Robin Essa
- Jaber Joukhdar
- Rana Karam
- Donia Khankan
- Wafaa Mosalaly
- Hala Rajab
- Fares Yaghi
- Ayman Zidan